# Processo de Galileu Galilei

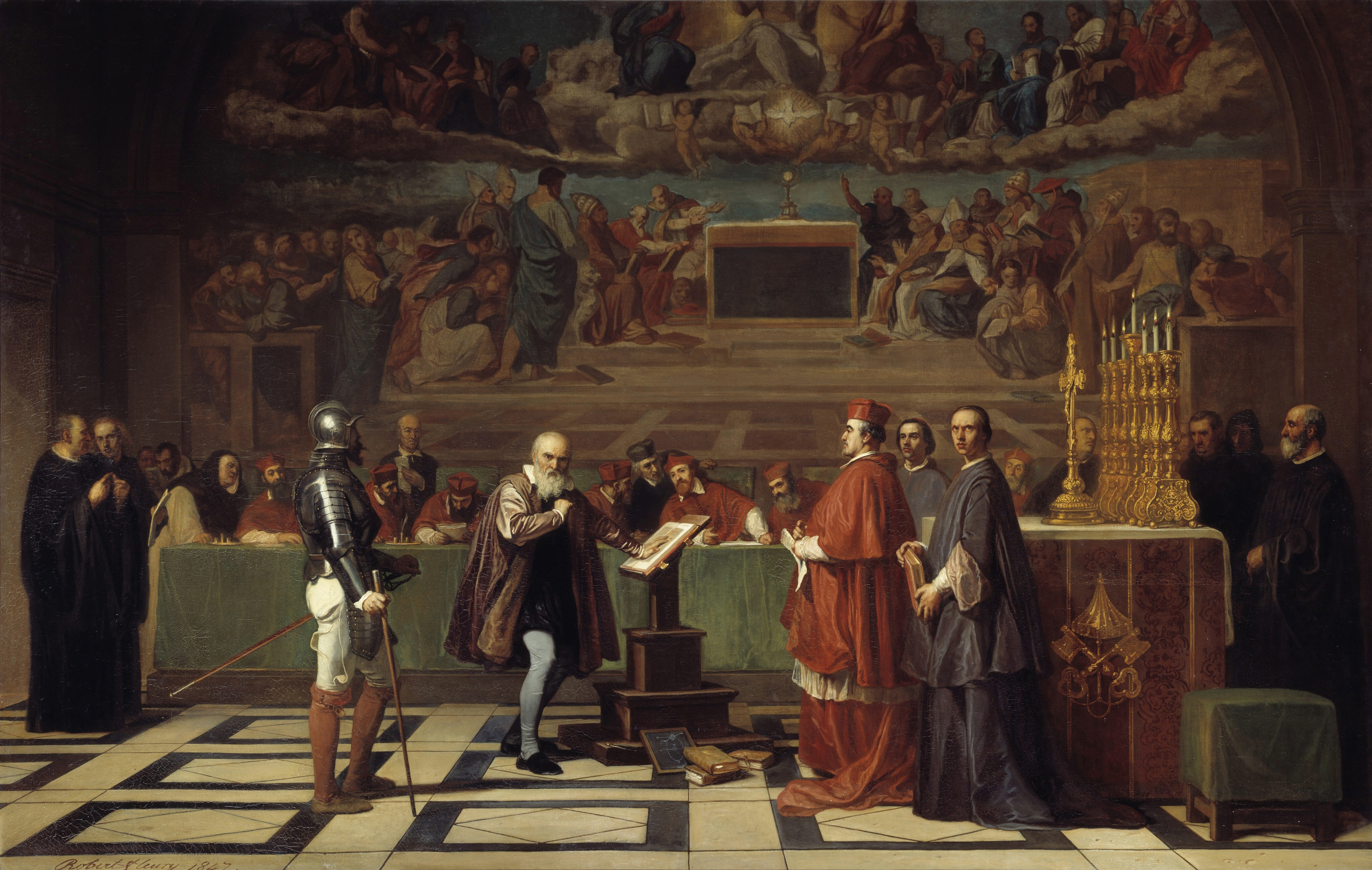
Galileo perante o Santo Ofício, quadro do século XIX por Joseph-Nicolas Robert-Fleury

O Processo de Galileu Galilei (em italiano:  Il processo a Galileo Galilei) foi uma sequência de eventos, começando em torno de 1610, culminando com o julgamento e condenação de Galileu Galilei pela Inquisição Católica Romana em 1633 por sua defesa do heliocentrismo.
Em 1610 Galileu publicou Sidereus Nuncius (Mensageiro Sideral), descrevendo suas observações surpreendentes feitas com o novo telescópio das fases de Vênus e das luas de Júpiter. Com estas observações divulgou a teoria do heliocentrismo de Nicolau Copérnico (publicada em De revolutionibus orbium coelestium em 1543). As descobertas iniciais de Galileu vieram em oposição à Igreja Católica, e em 1616 a Inquisição declarou o heliocentrismo como formalmente herético. Os livros heliocêntricos foram banidos e Galileu recebeu ordens para abster-se de manter, ensinar ou defender ideias heliocêntricas.
Galileu passou a propor uma teoria das marés em 1616 e dos cometas em 1619; ele argumentou que as marés eram evidências para o movimento da Terra. Em 1632 Galileu, agora um homem de idade avançada, publicou seu Diálogo sobre os Dois Principais Sistemas do Mundo, que implicitamente defendia o heliocentrismo e era imensamente popular. Respondendo a uma controvérsia crescente sobre teologia, astronomia e filosofia, a Inquisição Romana julgou Galileu em 1633 e o acusou de "suspeito veementemente de heresia", condenando-o a prisão indefinida. Galileu foi mantido em prisão domiciliar até sua morte em 1642.

## Controvérsias iniciais

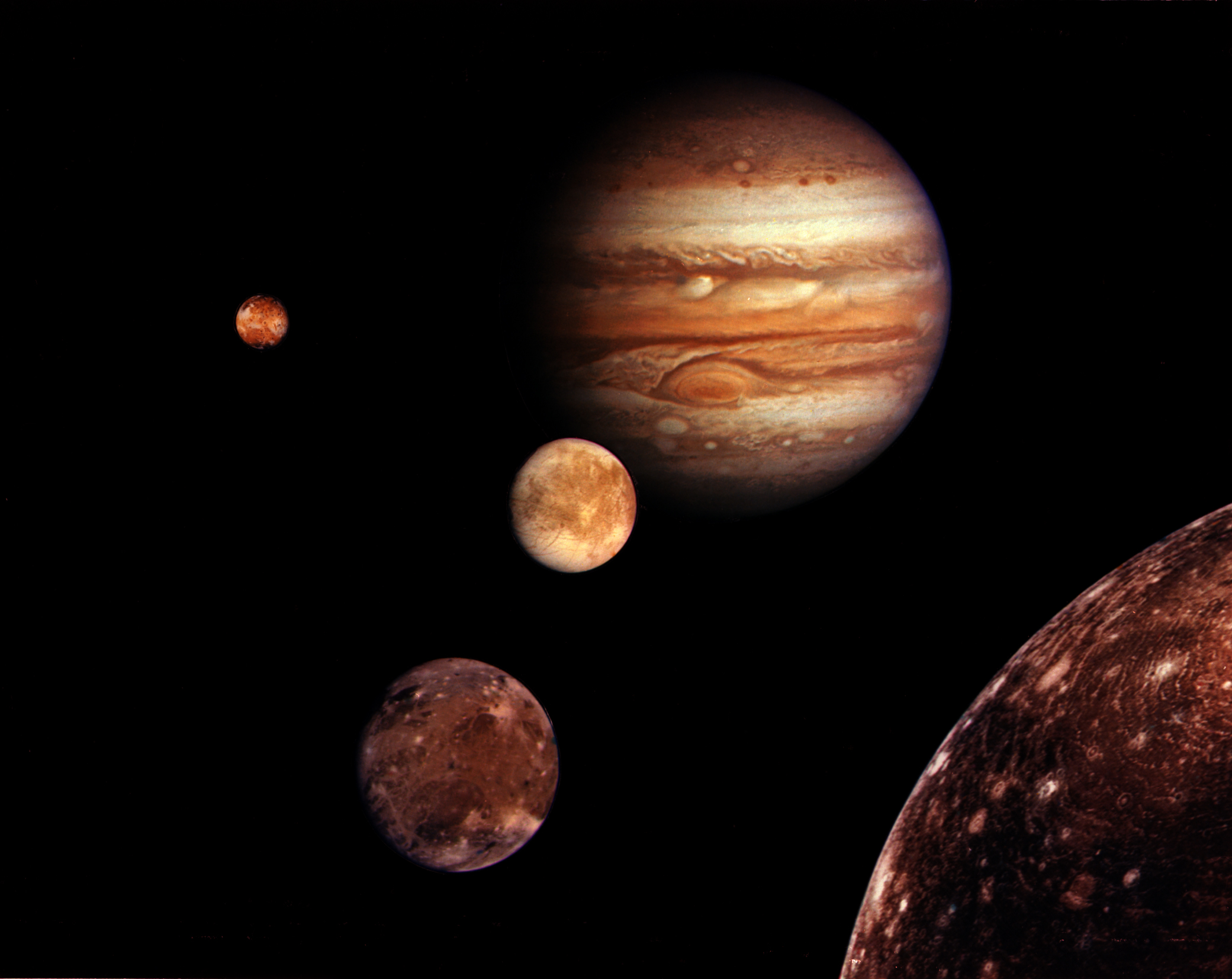
As luas de Júpiter, denominadas de Galileu. Galileu viu estas luas como um pequeno sistema copernicano dentro do sistema solar e as usou para defender o heliocentrismo

Galileu começou suas observações telescópicas na parte final de 1609, e por março de 1610 estava habilitado a escrever um pequeno livro, Mensageiro Sideral (Sidereus Nuncius), descrevendo algumas de suas descobertas: montanhas na Lua, algumas luas na órbita de Júpiter, e a resolução do que se pensava que eram massas com muitas nuvens no céu (nebulosas) em coleções de estrelas também difusas para ver individualmente sem um telescópio. Outras observações seguiram, incluindo as fases de Vênus e a existência de manchas solares.
As contribuições de Galileu causaram dificuldades para teólogos e filósofos naturais da época, pois contradiziam ideias científicas e filosóficas baseadas naquelas de Aristóteles e Ptolomeu e intimamente associadas à Igreja Católica. Em particular, as observações de Galileu das fases de Vênus, que a mostravam circundando o sol, e a observação das luas em órbita de Júpiter, contradiziam o modelo geocêntrico de Ptolomeu, apoiado e aceito pela Igreja Católica Romana, e defendiam o modelo copernicano avançado por Galileu.
Astrônomos jesuítas, especialistas em ensinamentos da Igreja, ciência e filosofia natural, foram primeiramente céticos e hostis às novas ideias; no entanto, dentro de um ano ou dois, a disponibilidade de bons telescópios permitiu-lhes a repetição das observações. Em 1611 Galileu visitou o Collegium Romanum em Roma, onde os astrônomos jesuítas por essa época repetiram suas observações. Christoph Grienberger, um dos estudiosos jesuítas da faculdade, simpatizou com as teorias de Galileu, mas foi convidado a defender o ponto de vista aristotélico por Claudio Acquaviva, o padre geral dos jesuítas. Nem todas as alegações de Galileu foram completamente aceitas: Cristóvão Clávio, o astrônomo mais distinto da época, nunca se reconciliou com a ideia de montanhas na Lua, e fora do colégio muitos ainda disputavam a realidade das observações. Em uma carta a Johannes Kepler de agosto de 1610, Galileu queixou-se de que alguns dos filósofos que se opunham às suas descobertas se recusaram até a olhar através de um telescópio:
Meu prezado Kepler, desejo que possamos rir da estupidez notável do rebanho comum. O que você tem a dizer sobre os principais filósofos desta academia que estão cheios da teimosia de uma víbora e não querem olhar os planetas, a lua ou o telescópio, apesar de eu ter oferecido livre e deliberadamente a oportunidade mil vezes? Verdadeiramente, assim como a víbora fecha seus ouvidos, esses filósofos fecham os olhos à luz da verdade.

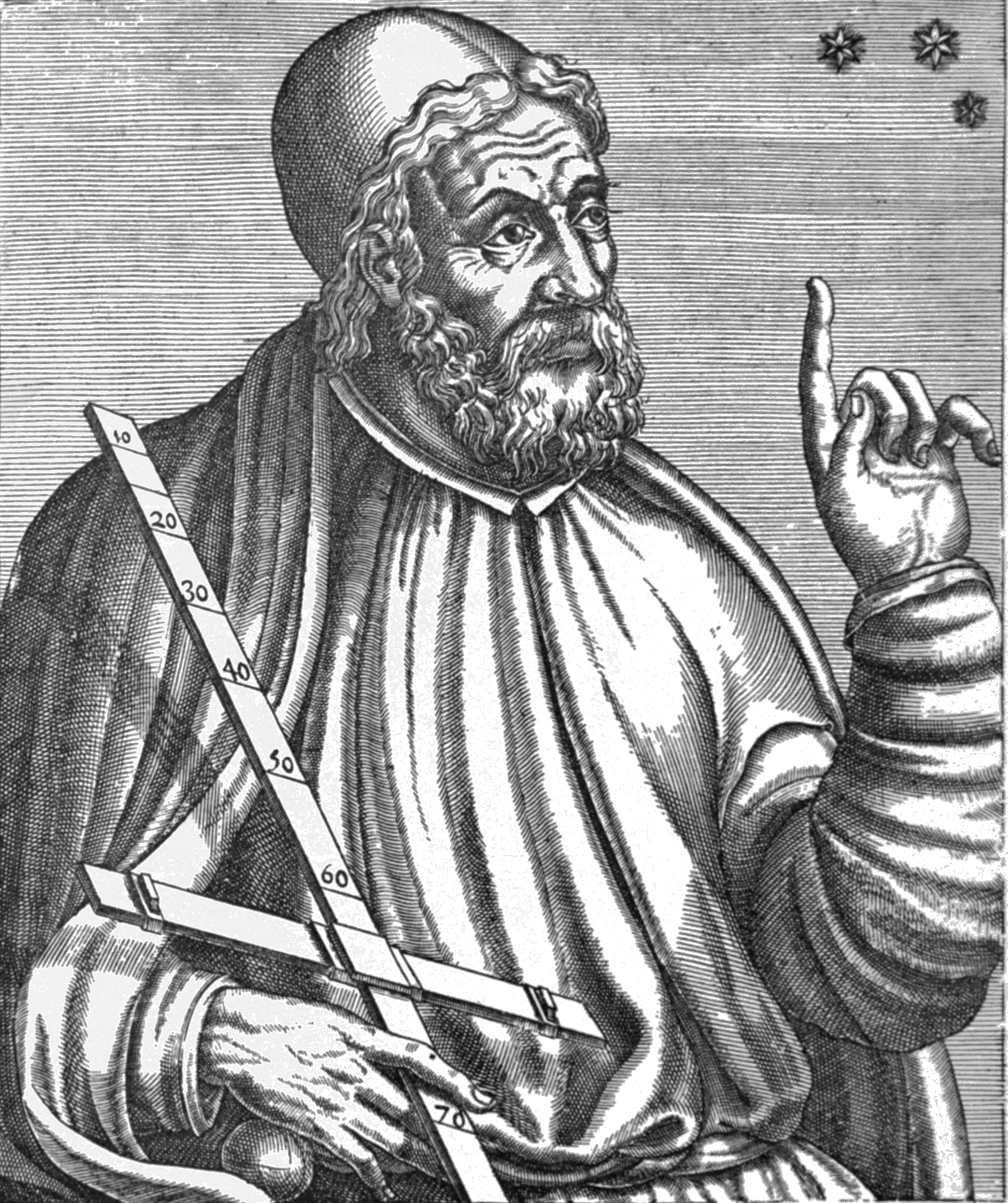
Ptolomeu (A.D. 90–168), cujo sistema geocêntrico foi adotado pela Igreja Católica, e suplantado pelo trabalho de Nicolau Copérnico e Galileu nos séculos XVI e XVII

Os geocentristas que verificaram e aceitaram as descobertas de Galileu tiveram uma alternativa ao modelo de Ptolomeu em um modelo geocêntrico (ou "geo-heliocêntrico) alternativo proposto algumas décadas antes por Tycho Brahe - um modelo no qual, por exemplo, Vênus circunda o sol. Brahe argumentou que a distância para as estrelas no sistema copernicano teria que ser 700 vezes maior que a distância do Sol a Saturno. Além disso, a única maneira de as estrelas serem tão distantes e ainda aparecerem com os tamanhos que elas têm no céu seria se mesmo as estrelas comuns fossem gigantes - pelo menos tão grandes quanto a órbita da Terra e, obviamente, muito maior que o Sol.
Galileu se envolveu em uma disputa sobre prioridade na descoberta de manchas solares com Christoph Scheiner, um jesuíta. Isso se tornou uma amarga disputa ao longo da vida. Nenhum deles, no entanto, foi o primeiro a reconhecer manchas solares - os chineses já estavam familiarizados com elas há séculos.
Nesta época Galileu também se ocupou de uma disputa sobre os motivos pelos quais os objetos flutuam ou afundam na água, acompanhando Arquimedes contra Aristóteles. O debate não era amigável, e o estilo franco e às vezes sarcástico de Galileu, embora não extraordinário nos debates acadêmicos da época, tornou-os inimigos. Durante essa controvérsia um dos amigos de Galileu, o pintor Cigoli, informou-o que um grupo de opositores maliciosos, que Cigoli posteriormente se referiu de forma ridícula como "a Liga dos Pombos", estava planejando causar-lhe problemas sobre o movimento da Terra, ou qualquer outra coisa que sirva o propósito. De acordo com Cigoli, um dos conspiradores pediu a um sacerdote que denunciasse os pontos de vista de Galileu do púlpito, mas este recusou. No entanto, três anos depois, outro sacerdote, Tommaso Caccini, fez precisamente isso.

## Argumento da Bíblia
No mundo católico antes do conflito de Galileu com a Igreja, a maioria das pessoas cultas admitia a visão geocêntrica aristotélica de que a Terra era o centro do universo e que todos os corpos celestes giravam em torno da Terra, embora as teorias de Copérnico fossem usadas para reformar o calendário em 1582.

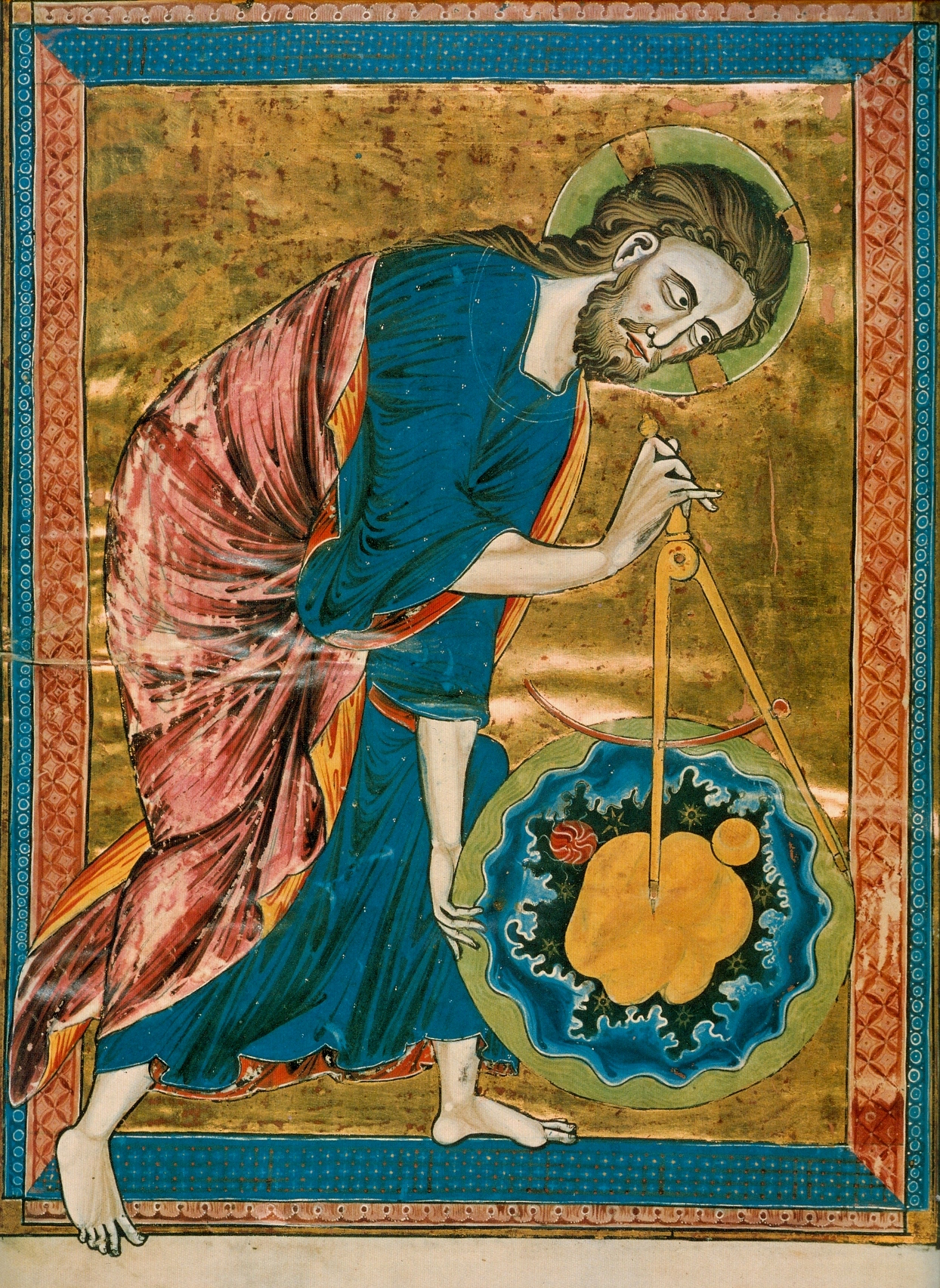
Pintura cristã de Deus criando o cosmos (Bíblia Moralisee, francês, século 13)

O geoestaticismo concordava com uma interpretação literal das Escrituras em vários lugares, como 1Chronicles 16:30, Psalm 93:1, Psalm 96:10, Psalm 104:5, Ecclesiastes 1:5 (mas veja interpretações variadas de Job 26:7). Heliocentrismo, a teoria de que a Terra era um planeta, que junto com todos os outros girava em torno do Sol, contradizia o geocentrismo e a posição teológica predominante da teoria.
Uma das primeiras sugestões de heresia com a qual Galileu teve de lidar ocorreu em 1613 pelo professor de filosofia, poeta e especialista em literatura grega, Cosimo Boscaglia. Em conversação com o patrono de Galileu Cosme II de Médici e sua mãe Cristina de Lorena, Boscaglia disse que as descobertas telescópicas eram válidas, mas que o movimento da Terra era obviamente contrário às Escrituras:
O Dr. Boscaglia falou com Madame [Christina] por um tempo, e embora tenha concedido todas as coisas que você descobriu no céu, ele disse que o movimento da Terra era incrível e não poderia ser, particularmente porque a Sagrada Escritura obviamente era contrária a tal movimento.
Galileu foi defendido no local por seu antigo aluno Benedetto Castelli, então professor de matemática e abade beneditino. A troca foi relatada a Galileu por Castelli, e Galileu decidiu escrever uma carta a Castelli, expondo suas opiniões sobre o que ele considerava a maneira mais adequada de tratar passagens bíblicas que faziam afirmações sobre fenômenos naturais. Mais tarde, em 1615, expandiu esta para a sua mais longa Carta à Grande Duquesa Cristina.

## Primeiras reuniões com autoridades teológicas
No final de 1614 ou no início de 1615, um dos colegas dominicanos de Caccini, Niccolò Lorini, adquiriu uma cópia da carta de Galileu a Castelli. Lorini e outros dominicanos no Convento de São Marcos consideraram a carta de ortodoxia duvidosa, em parte porque pode ter violado os decretos do Concílio de Trento:
... para verificar os espíritos desenfreados, [o Conselho Sagrado] decreta que ninguém que confie em seu próprio julgamento deve, em questões de fé e moral relacionadas com a edificação da doutrina cristã, distorcendo as Escrituras de acordo com suas próprias concepções, presumir a interpretá-las contrariamente ao que a santa mãe Igreja ... manteve ou mantém ...— Decreto do Concílio de Trento (1545-1563). Citado em Langford, 1992.

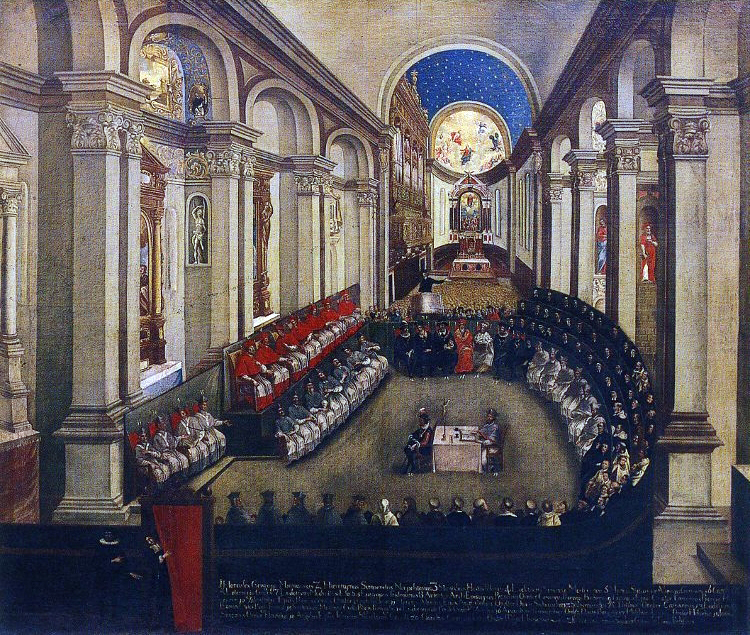
O Concílio de Trento (1545–63) sentado na Basílica de Santa Maria Maior. A Inquisição Romana suspeitava que Galileu violava os decretos do Concílio. Museo Diocesano Tridentino, Trento

Lorini e seus colegas decidiram levar a carta da Galileu à atenção da Inquisição. Em 16 de fevereiro de 1615 Lorini enviou uma cópia da carta ao Secretário da Inquisição, o cardeal Paolo Emilio Sfondrati, com uma carta de apresentação crítica dos apoiantes de Galileu:
Todos os nossos padres do devoto Convento de São Marcos sentem que a carta contém muitas declarações que parecem presunçosas ou suspeitas, como quando afirma que as palavras da Sagrada Escritura não significam o que dizem; que, nas discussões sobre os fenômenos naturais, a autoridade das Escrituras deve ser a última ... [os seguidores de Galileu] estavam tomando sobre si mesmos para expor a Sagrada Escritura de acordo com suas luzes privadas e de uma maneira diferente da interpretação comum dos Padres da Igreja...— Carta de Lorini ao Cardeal Sfrondato, Inquisidor em Roma, 1615. Citado em Langford, 1992.
Em 19 de março Caccini chegou aos escritórios da Inquisição em Roma para denunciar Galileu pelo seu copernicanismo e várias outras alegadas heresias supostamente difundidas por seus pupilos.
Galileu logo ouviu comentários de que Lorini tinha obtido uma cópia de sua carta para Castelli, e que alegava que a mesma continha muitas heresias. Ele também ouviu que Caccini tinha ido a Roma e suspeitava dele tentar provocar problemas com a cópia da carta. À medida que 1615 transcorria ele ficou mais preocupado e, eventualmente, decidiu ir a Roma assim que a sua saúde permitisse, o que aconteceu no final do ano. Ao apresentar seu caso, ele esperava limpar seu nome de qualquer suspeita de heresia e persuadir as autoridades da Igreja a não suprimir as ideias heliocêntricas.
Ao ir para Roma Galileu estava agindo contra o conselho de amigos e aliados, e do embaixador da Toscana em Roma, Piero Guicciardini.

## Visão de Belarmino

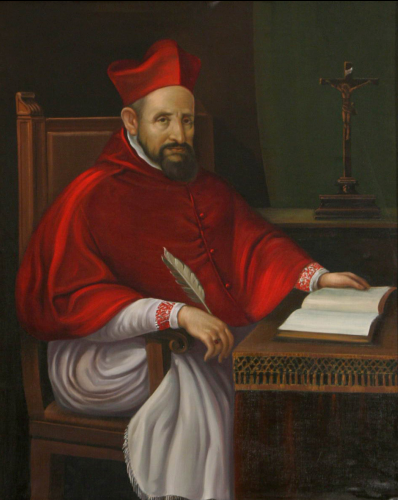
O cardeal Roberto Belarmino (1542–1621), que deliberou sobre os escritos de Galileu em 1615-1616, e ordenou-lhe que se abstivesse de realizar, ensinar ou discutir o copernicanismo

O cardeal Roberto Belarmino, um dos mais respeitados teólogos católicos da época, foi convocado para julgar a disputa entre Galileu e seus oponentes. A questão do heliocentrismo havia sido posta com o cardeal Belarmino, no caso de Paolo Antonio Foscarini, um padre carmelita; Foscarini publicou um livro, Lettera ... sopra l'opinione ... del Copernico, que tentou reconciliar Copérnico com as passagens bíblicas que pareciam estar em contradição. Belarmino expressou primeiramente a opinião de não banir o livro de Copérnico, mas, no máximo, exigiria alguma edição, de modo a apresentar a teoria apenas como um dispositivo de cálculo para "salvar as aparências" (isto é, preservar a evidência observável).
Foscarini enviou uma cópia de seu livro para Belarmino, que respondeu em uma carta de 12 de abril de 1615. Galileu é mencionado pelo nome na carta, e uma cópia foi enviada logo para ele. Após algumas saudações preliminares e reconhecimentos, Belarmino começa dizendo a Foscarini que é prudente para ele e Galileu se limitarem a tratar o heliocentrismo como um fenômeno meramente hipotético e não fisicamente real. Além disso, ele diz que interpretar o heliocentrismo como fisicamente real seria "uma coisa muito perigosa, provavelmente não apenas para irritar todos os filósofos e teólogos escolásticos, mas também para prejudicar a Fé Sagrada ao tornar a Sagrada Escritura como falsa". Além disso, enquanto o tópico não era inerentemente uma questão de fé, as declarações sobre isso nas Escrituras eram assim em virtude de quem os dizia - o Espírito Santo. Ele admitiu que, se houvesse provas conclusivas, "então, seria necessário ter um grande cuidado em explicar as Escrituras que parecem contrárias e dizer que não as entendemos, do que o que é demonstrado é falso". No entanto, demonstrando que o heliocentrismo apenas "salvou as aparências" não poderia ser considerado suficiente para estabelecer que era fisicamente real. Embora ele acreditasse que o primeiro poderia ter sido possível, ele teve "grandes dúvidas" que o último poderia ser, e em caso de dúvida não era permitido afastar-se da interpretação tradicional das Escrituras. Seu argumento final era uma refutação de uma analogia que Foscarini havia feito entre uma Terra em movimento e um navio no qual os passageiros se percebem como aparentemente estacionários e a costa como aparentemente em movimento. Belarmino respondeu que, no caso do navio, os passageiros sabem que suas percepções são errôneas e podem mentalmente corrigi-las, enquanto o cientista na Terra experimenta claramente que ela é estacionária e, portanto, a percepção de que o Sol, a lua e as estrelas estão se movendo não é em erro e não precisa ser corrigido.
Belarmino não encontrou nenhum problema com o heliocentrismo, desde que fosse tratado como um dispositivo de cálculo puramente hipotético e não como um fenômeno fisicamente real, mas ele não considerou que seja permitido defender o último, a menos que possa ser provado conclusivamente através dos padrões científicos atuais. Isso colocou Galileu em uma posição difícil, porque ele acreditava que a evidência disponível favorecia fortemente o heliocentrismo, e ele desejava poder publicar seus argumentos.

## Francesco Ingoli
Além de Belarmino, monsenhor Francesco Ingoli iniciou um debate com Galileu, enviando-lhe em janeiro de 1616 um ensaio disputando o sistema copernicano. Galileu afirmou mais tarde que acreditava que este ensaio tinha sido fundamental na ação contra o copernicanismo que se seguiu em fevereiro. De acordo com Maurice Finocchiaro, Ingoli provavelmente foi contratado pela Inquisição para escrever uma opinião especializada sobre a controvérsia, e o ensaio forneceu a "principal base direta" para o banimento. O ensaio centrou-se em dezoito argumentos físicos e matemáticos contra o heliocentrismo. Empregou principalmente os argumentos de Tycho Brahe, e mencionou de maneira notável o argumento de Brahe segundo o qual o heliocentrismo exigia que as estrelas fossem muito maiores do que o sol. Ingoli escreveu que a grande distância das estrelas na teoria heliocêntrica "prova claramente ... as estrelas fixas são de tal tamanho, pois podem superar ou igualar o tamanho do círculo da órbita da própria Terra". Ingoli incluiu quatro argumentos teológicos no ensaio, mas sugeriu a Galileu que ele se concentrasse nos argumentos físicos e matemáticos. Galileu não escreveu uma resposta a Ingoli até 1624, em que, entre outros argumentos e provas, listou os resultados de experimentos, como soltar uma pedra do mastro de um navio em movimento.

## Inquisição e primeiro julgamento, 1616

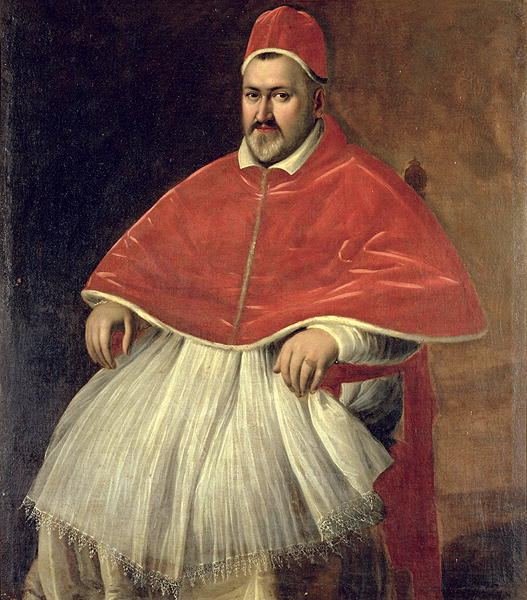
O Papa Paulo V (1552-1621), que ordenou que o julgamento de 1616 da comissão inquisitorial seja entregue a Galileu pelo cardeal Belarmino

### Deliberação
Em 19 de fevereiro de 1616 a Inquisição perguntou à comissão de teólogos, conhecidos como qualificadores, sobre as proposições da visão heliocêntrica do universo. Os historiadores do processo Galileu fornecem relatos diferentes de por que o assunto foi encaminhado para os qualificadores neste momento. Beretta ressalta que a Inquisição tomou um testemunho de Gianozzi Attavanti em novembro de 1615, como parte de sua investigação sobre as denúncias de Galileu por Lorini e Caccini. Neste depoimento Attavanti confirmou que Galileu havia defendido as doutrinas copernicanas de um Sol estacionário e uma Terra móvel, e, como consequência, o Tribunal da Inquisição teria eventualmente necessário determinar o status teológico dessas doutrinas. No entanto é possível, como afirmou o embaixador da Toscana, Piero Guiccardini, em uma carta ao Grão-Duque, que a referência real pode ter sido precipitada pela campanha agressiva de Galileu para evitar a condenação do copernicanismo.

### Julgamento
Em 24 de fevereiro os qualificadores entregaram seu relatório unânime: a proposição de que o Sol está parado no centro do universo é "tola e absurda na filosofia e formalmente herética, pois contradiz explicitamente em muitos lugares o sentido da Sagrada Escritura"; a proposição de que a Terra se move e não está no centro do universo "recebe o mesmo julgamento na filosofia, e ... em relação à verdade teológica é pelo menos errônea na fé". O documento original do relatório foi amplamente disponível em 2014.
Em um encontro dos cardeais da Inquisição no dia seguinte, o Papa Paulo V instruiu Belarmino para entregar este resultado a Galileu e ordenar que ele abandonasse as opiniões copernicanas; caso Galileu resistisse ao decreto, medidas mais fortes seriam tomadas. Em 26 de fevereiro Galileu foi chamado para a residência de Belarmino e ordenado,
abster-se completamente de ensinar ou defender essa doutrina e opinião ou de discutir ... abandonar completamente ... a opinião de que o Sol ainda está no centro do mundo e a Terra se move e, doravante, não manter, ensinar ou defendê-lo de qualquer maneira, seja oralmente, seja por escrito.— The Inquisition's injunction against Galileo, 1616.

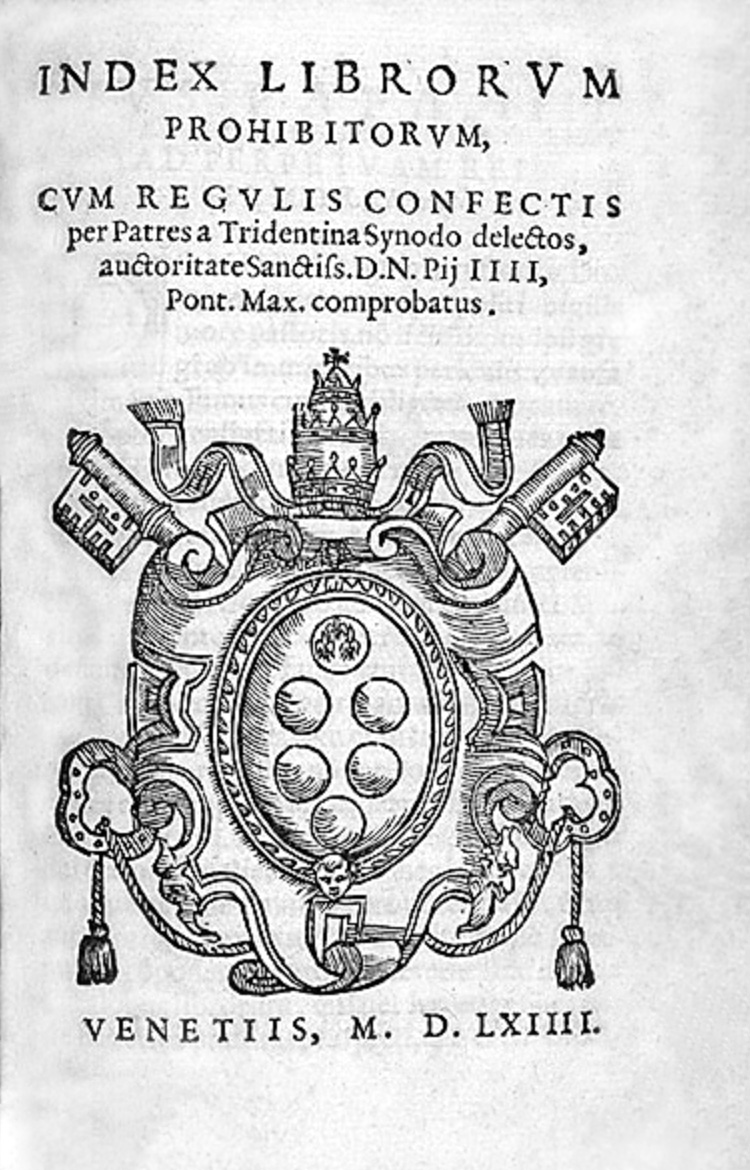
O Index Librorum Prohibitorum, uma lista de livros proibidos pela Igreja Católica. Seguindo o julgamento da Inquisição de 1616, as obras de Copérnico, Galileu, Kepler e outros que defendem o heliocentrismo foram banidas

Sem alternativas atraentes, Galileu aceitou as ordens entregues, ainda mais severas do que as recomendadas pelo Papa. Galileu encontrou-se novamente com Belarmino, aparentemente em termos amigáveis; e no dia 11 de março se encontrou com o Papa, que assegurou que ele estava a salvo da perseguição enquanto ele, o Papa, estivesse vivo. No entanto, os amigos de Galileu, Giovanni Francesco Sagredo e Castelli, relataram que havia rumores de que Galileu tinha sido forçado a retratar-se e fazer penitência. Para proteger seu bom nome, Galileu solicitou uma carta de Belarmino esclarecendo a verdade do assunto. Esta carta assumiu grande importância em 1633, assim como a questão de saber se Galileu tinha sido ordenado a não "manter ou defender" as ideias copernicanas (o que teria permitido o seu tratamento hipotético) ou não as ensinar de forma alguma. Se a Inquisição tivesse emitido a ordem de não ensinar o heliocentrismo, teria ignorado a posição de Belarmino.
No final, Galileu não persuadiu a Igreja a permanecer fora da controvérsia, mas viu o heliocentrismo declarado como formalmente falso. Por conseguinte, foi categorizado como herético pelos Qualificadores, uma vez que contradizia o significado literal das Escrituras, embora essa posição não fosse vinculativa para a Igreja.

### Livros copernicanos proibidos
Seguindo a injunção da Inquisição contra Galileu, o Mestre do Sacro Palácio Apostólico ordenou que a Carta de Foscarini fosse banida, e o De revolutionibus de Copernicus suspenso até ser corrigido. A Congregação papal do índice preferiu uma proibição mais rigorosa, e assim, com a aprovação do Papa, em 5 de março a Congregação proibiu todos os livros que defendiam o sistema copernicano, que chamou de "a falsa doutrina pitagórica, em tudo contrária à Sagrada Escritura".
Francesco Ingoli, consultor do Santo Ofício, recomendou que o De revolutionibus fosse alterado e não banido, devido à sua utilidade para o calendário. Em 1618 a Congregação do Índice aceitou sua recomendação e publicou sua decisão dois anos depois, permitindo que uma versão corrigida do livro de Copérnico fosse usada. O De revolutionibus não corrigido permaneceu no Índice de livros banidos até 1758.
As obras de Galileu que defendem o copernicanismo foram, portanto, banidas, e sua sentença o proibiu de "ensinar, defender ... ou discutir" o copernicanismo. Na Alemanha as obras de Kepler também foram banidas pela ordem papal.

## Diálogo

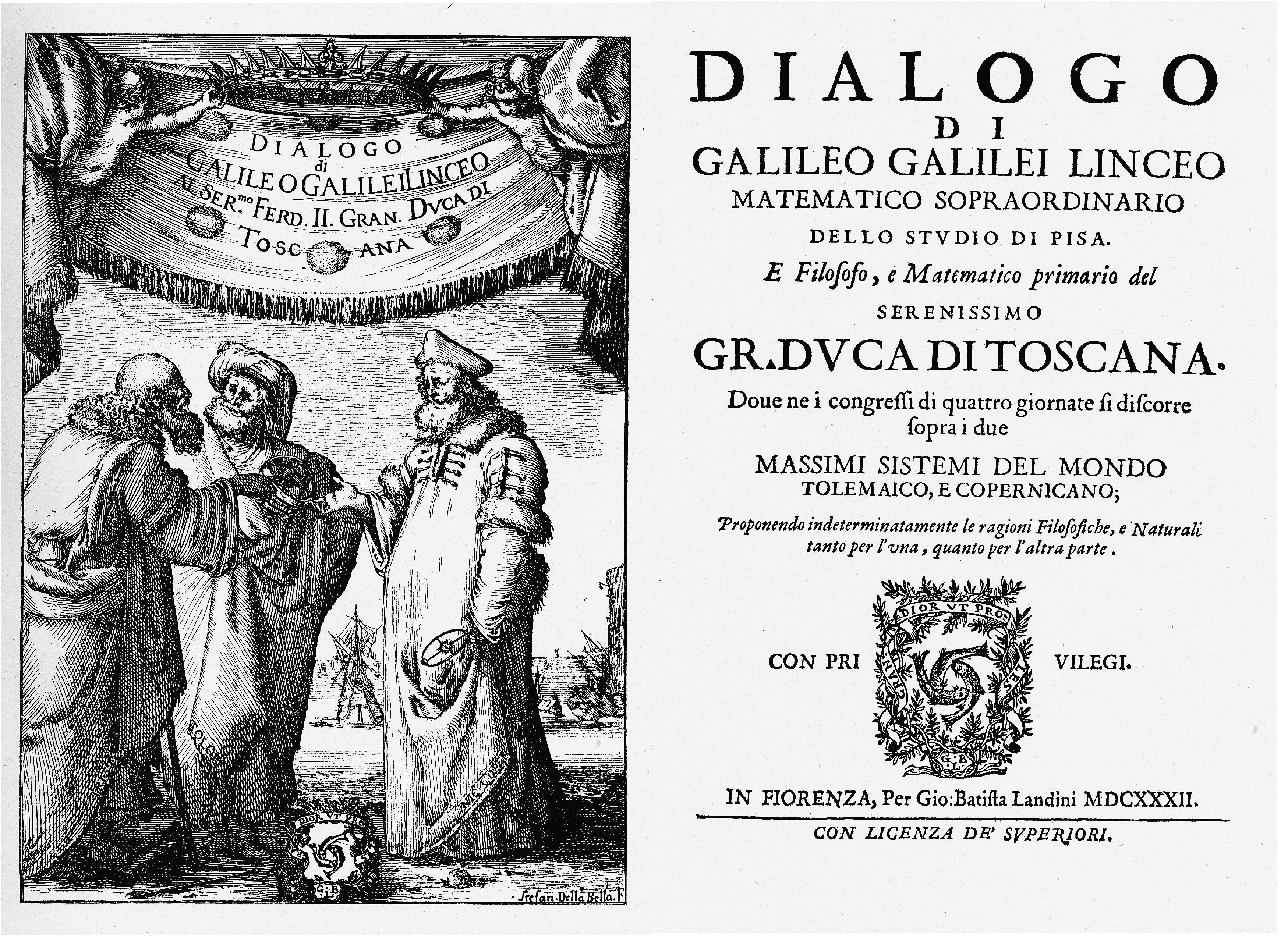
Frontispício e página de título do Diálogo sobre os Dois Principais Sistemas do Mundo de Galileu, no qual Galileu defendeu o heliocentrismo

Em 1623 o Papa Gregório XV morreu e foi sucedido pelo Papa Urbano VIII, que mostrou maior favor a Galileu, particularmente depois que Galileu viajou para Roma para felicitar o novo pontífice.
O Diálogo sobre os Dois Principais Sistemas do Mundo de Galileu, que foi publicado em 1632 para grande popularidade, é um relato de conversas entre um cientista copernicano, Salviati, um estudioso imparcial e espirituoso chamado Sagredo e um ponderado aristotélico chamado Simplicio, que empregou argumentos conservativos em apoio da geocentridade, e foi retratado no livro como um idiota intelectualmente inepto. Os argumentos de Simplicio são sistematicamente refutados e ridicularizados pelos outros dois personagens, com o que Youngson chama de "prova inatacável" para a teoria copernicana (pelo menos em relação à teoria de Ptolomeu - como afirma Finocchiaro, "os sistemas copernicano e tychonico eram observacionalmente equivalentes e a evidência disponível poderia ser explicada igualmente bem por ambos") o que reduz Simplicio à raiva desconcertada e torna a posição do autor inequívoca. Na verdade, embora Galileu declare no prefácio de seu livro que o personagem tenha o nome de um famoso filósofo aristotélico Simplício da Cilícia, o nome "Simplicio" em italiano também tem a conotação de "simplório". Embora os autores Langford e Stillman Drake afirmem que Simplicio foi modelado nos filósofos Lodovico delle Colombe e Cesare Cremonini, a demanda do Papa Urbano para seus próprios argumentos para serem incluídos no livro resultou em Galileu colocando-os na boca de Simplicio. Alguns meses após a publicação do livro, o Papa Urbano VIII proibiu sua venda e fez o seu texto ser submetido para exame por uma comissão especial.

## Processo e segundo julgamento, 1633

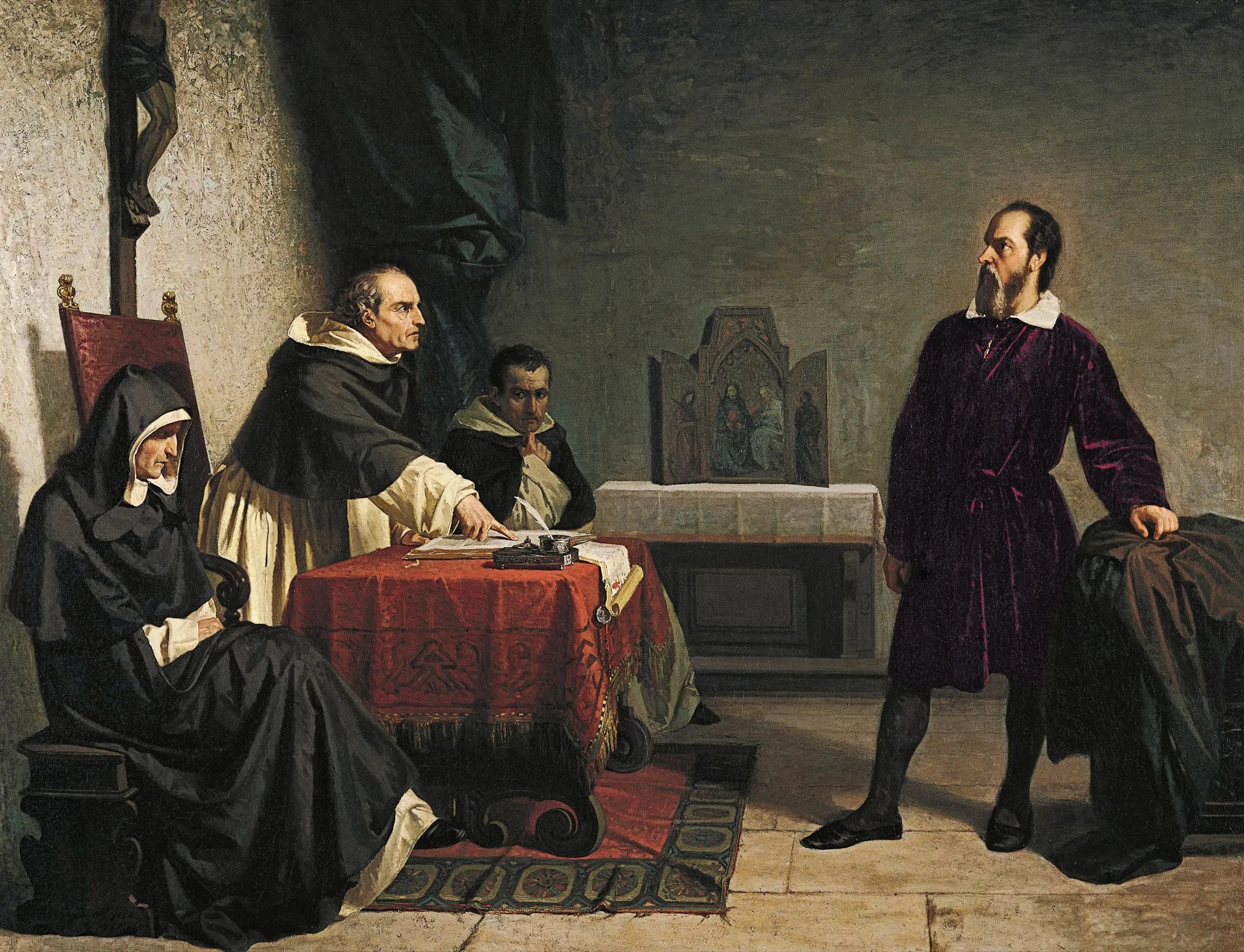
Galileu de frente para a Inquisição romana por Cristiano Banti (1857)

Com a perda de muitos de seus defensores em Roma por causa do Diálogo sobre os Dois Principais Sistemas do Mundo, Galileu foi condenado a ser julgado por suspeita de heresia em 1633, "por ter como verdade a falsa doutrina ensinada por alguns que o Sol é o centro do mundo", contra a condenação de 1616, uma vez que" foi decidido na Santa Congregação [...] em 25 de fevereiro de 1616 que [...] o Santo Ofício lhe daria uma liminar para abandonar esta doutrina, não para ensinar para os outros, não para defendê-la e não para tratar dela, e que, se você não concorda com esta liminar, você deve ser preso".
Galileu foi interrogado enquanto ameaçado com tortura física. Um painel de teólogos, composto por Melchior Inchofer, Agostino Oreggi e Zaccaria Pasqualigo, informou sobre o Diálogo. Suas opiniões foram fortemente defendidas em favor da visão de que o Diálogo ensinou a teoria copernicana.
Galileu foi considerado culpado, e a sentença da Inquisição, emitida em 22 de junho de 1633, foi expressa em três partes essenciais:
- Galileu foi encontrado "veementemente suspeito de heresia", ou seja, ter mantido as opiniões de que o Sol está imóvel no centro do universo, que a Terra não está em seu centro e se move, e que alguém pode manter e defender uma opinião como provável depois de ter sido declarado contrário à Sagrada Escritura. Ele foi obrigado a "abjurar, curar e detestar" essas opiniões.[54]
- Foi sentenciado à prisão formal pela disposição da Inquisição.[55] No dia seguinte isso foi comutado para prisão domiciliar, onde ele permaneceu pelo resto de sua vida.
- Seu ofensivo Diálogo foi banido; e em uma ação não anunciada no julgamento, a publicação de qualquer de suas obras foi proibida, inclusive qualquer que ele possa escrever no futuro.[56]

De acordo com a lenda popular, após sua abjuração Galileu alegadamente murmurou a frase rebelde "e ainda assim se move" (Eppur si muove), mas não há evidências de que ele realmente tenha dito isso ou algo parecido. O primeiro relato da lenda data de um século após sua morte. A frase "Eppur si muove" aparece, no entanto, em uma pintura da década de 1640 pelo pintor espanhol Bartolomé Esteban Murillo ou um artista de sua escola. A pintura retrata Galileu preso aparentemente apontando para uma cópia da frase escrita no muro de sua masmorra.

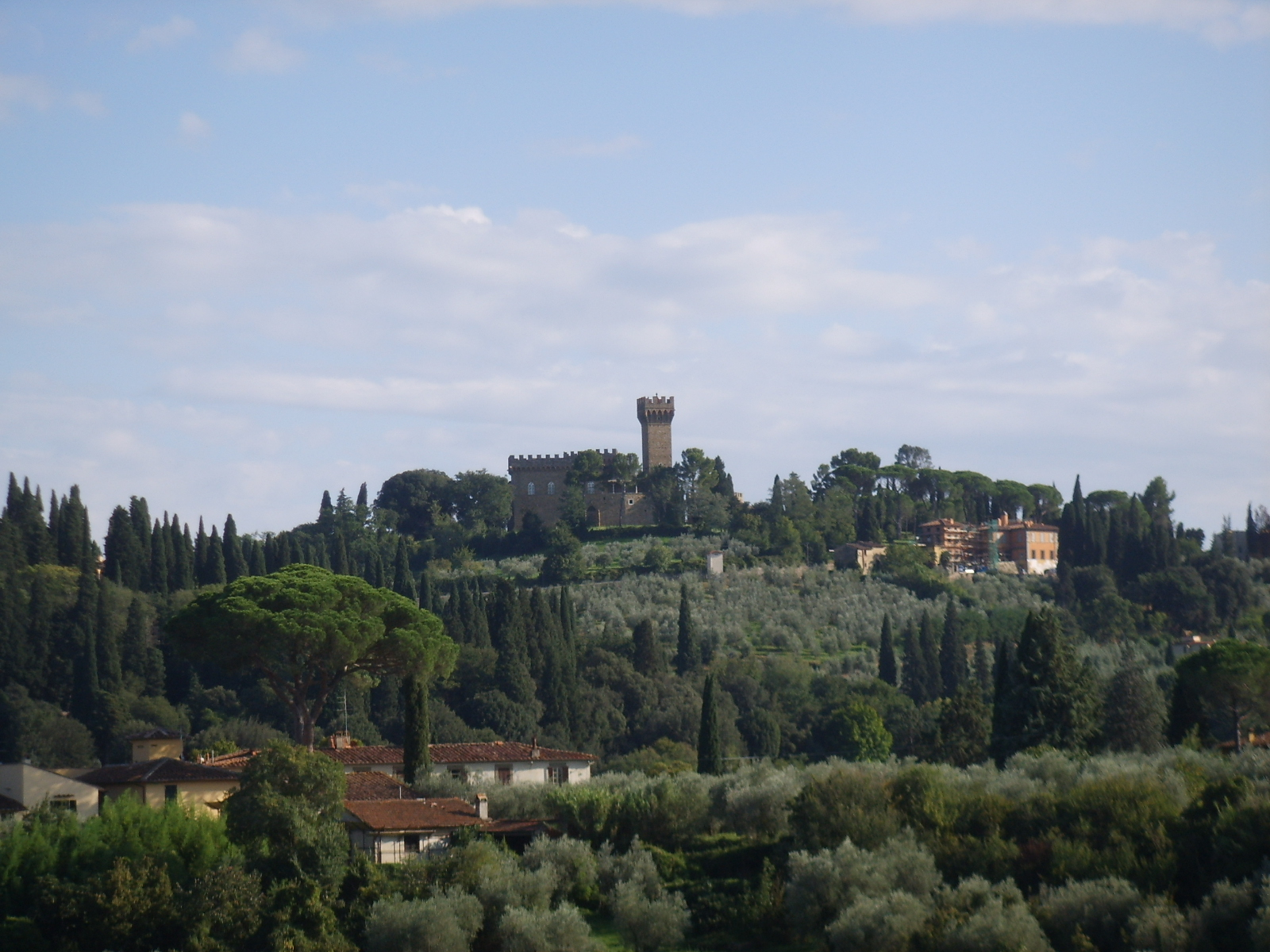
Vista da área de Arcetri nas colinas acima de Florença, onde Galileu passou a vida a partir de 1634 em prisão domiciliar

Após um período com o amigável arcebispo Ascanio Piccolomini em Siena, Galileu foi autorizado a retornar à sua villa em Arcetri, perto de Florença, onde passou o resto da vida sob prisão domiciliar. Continuou seu trabalho em mecânica, e em 1638 publicou um livro científico na Holanda. Sua posição permaneceria questionada em cada momento. Em março de 1641 Vincentio Reinieri, um seguidor e pupilo de Galileu, escreveu-lhe em Arcetri que um Inquisidor recentemente compeliu o autor de um livro impresso em Florença para mudar as palavras "Galileu mais distinguido" para "Galileu, homem de notável nome".
No entanto, em parte em homenagem a Galileu, em Arcetri foi formada a primeira academia dedicada à nova ciência experimental, Accademia del Cimento, onde Francesco Redi realizou experiências controladas e muitos outros avanços importantes foram feitos, o que acabaria por ajudar a inaugurar o Iluminismo.

## Historiografia
Há alguma evidência de que inimigos de Galileu persuadiram Urbano que Simplicio pretendia ser uma caricatura dele. Os historiadores modernos descartaram isso como muito improvável.
Dava Sobel argumenta que durante esse período Urbano havia caído sob a influência de intrigas judiciais e problemas de estado. Sua amizade com Galileu começou a ocupar o segundo lugar de seus sentimentos de perseguição e medo por sua própria vida. O problema de Galileu foi apresentado ao papa pelos insiders do tribunal e pelos inimigos do Galileu, seguindo as reivindicações de um cardeal espanhol que Urbano era um pobre defensor da igreja. Esta situação não era um bom presságio para a defesa de Galileu de seu livro.
Vários autores argumentaram que a Igreja Católica, em vez de Galileu, era cientificamente justificada na disputa sobre a localização e rotação do Sol e da Terra, com o conhecimento disponível no momento. Referindo-se à carta de Belarmino a Foscarini, o físico Pierre Duhem "sugere que, pelo menos em um aspecto, Belarmino se mostrou um cientista melhor do que Galileu, ao não permitir a possibilidade de uma "prova rigorosa do movimento da Terra", com base em que uma teoria astronômica meramente "salva as aparências" sem necessariamente revelar o que realmente acontece".
Em seu livro de 1998, Scientific Blunders, Robert Youngson indica que Galileu lutou por dois anos contra o censor eclesiástico para publicar um livro promovendo o heliocentrismo. Ele afirma que o livro passou apenas como resultado da possível ociosidade ou descuido por parte do censor, que acabou por ser demitido. Por outro lado, Jerome K. Langford e Raymond J. Seeger afirmam que o Papa Urbano e a Inquisição deram permissão formal para publicar o livro, Diálogo sobre os Dois Principais Sistemas do Mundo, Ptolomaico e Copernicano. Eles afirmam que Urbano perguntou pessoalmente a Galileu para dar argumentos a favor e contra o heliocentrismo no livro, para incluir argumentos de Urbano e para Galileu não defender o heliocentrismo.
Alguns historiadores enfatizam o confronto de Galileu não apenas com a igreja, mas também com a filosofia aristotélica, seja secular ou religiosa.

### Teoria de Redondi
De acordo com uma controversa teoria alternativa proposta por Pietro Redondi em 1983, o principal motivo da condenação de Galileu em 1633 foi seu ataque à doutrina aristotélica da matéria ao invés de sua defesa do copernicanismo. Uma denúncia anônima, chamada "G3", descoberta por Redondi nos arquivos do Vaticano, argumentou que o atomismo defendido por Galileu em seu trabalho anterior, Il Saggiatore, de 1623, era incompatível com a doutrina da transubstanciação da eucaristia. Na época a investigação desta queixa foi aparentemente confiada a um padre Giovanni di Guevara, que estava bem disposto em relação a Galileu, e que livrou Il Saggiatore de qualquer mancha de não-ortodoxia. Um ataque semelhante contra Il Saggiatore por motivos doutrinais foi escrito pelo jesuíta Orazio Grassi em 1626 sob o pseudônimo de "Sarsi". De acordo com Redondi:
- Os jesuítas, que já haviam ligado Il Saggiatore às ideias atomistas alegadamente heréticas, consideravam as ideias sobre a matéria expressas por Galileu nos Diálogos como evidência adicional de que seu atomismo era hereticamente inconsistente com a doutrina da eucaristia e protestaram contra isso por esses motivos;[70]
- O Papa Urbano VIII, que havia sido atacado pelos cardeais espanhóis por ser muito tolerante com os hereges, e que também encorajava Galileu a publicar os Diálogos, teria sido comprometido se seus inimigos entre os Cardeais Inquisidores recebessem uma abertura para comentar seu apoio de uma publicação contendo heresias eucarísticas;
- Urbano, depois de proibir a venda do livro, estabeleceu uma comissão para examinar os Diálogos,[47] com o objetivo de determinar se seria possível evitar o assunto à Inquisição e, como um favor especial ao patrono de Galileu, o Grande Duque da Toscana. O propósito real de Urbano, no entanto, era evitar que as acusações de heresia eucarística se referissem à Inquisição e arranjou a comissão com comissários amigáveis que poderiam ser invocados para não mencioná-lo em seu relatório. A comissão reportou contra Galileu.[47]

A hipótese de Redondi sobre os motivos ocultos por trás do julgamento de 1633 foi criticada, e principalmente rejeitada, por outros estudiosos de Galileu. No entanto, foi apoiado recentemente pelo romancista e escritor de ciência Michael White.

### Pontos de vista da Igreja Católica Moderna
Em 1758 a Igreja Católica retirou a proibição geral dos livros que defendiam o heliocentrismo do Index Librorum Prohibitorum. No entanto, não resolveu explicitamente as decisões emitidas pela Inquisição em seu julgamento de 1633 contra Galileu, ou levantou a proibição de versões não censuradas do De Revolutionibus de Copérnico ou do Dialogue de Galileu. A questão finalmente chegou ao auge em 1820, quando o Mestre do Palácio Sagrado (o principal censor da Igreja), Filippo Anfossi, recusou-se a licenciar um livro de um cânone católico, Giuseppe Settele, porque tratou abertamente o heliocentrismo como fato físico. Settele apelou ao Papa Pio VII. Depois que o assunto foi reconsiderado pela Congregação do Índice e pelo Santo Ofício, a decisão de Anfossi foi revogada. O De Revolutionibus de Copernico e o Dialogue de Galileu foram posteriormente omitidos na próxima edição do Índice quando apareceu em 1835.
Em 1979 o Papa João Paulo II expressou a esperança de que "os teólogos, eruditos e historiadores, animados por um espírito de colaboração sincera, estudarão o caso Galileu mais profundamente e, em reconhecimento leal de erros de qualquer lado que vierem". No entanto, a Pontifícia Comissão de Estudos Interdisciplinares constituída em 1981 para estudar o caso não atingiu nenhum resultado definitivo. Por isso, o discurso do Papa em 1992 que encerrou o projeto era vago e não cumpriu suas intenções expressas em 1979.
Em 15 de fevereiro de 1990, em um discurso pronunciado na Universidade de Roma "La Sapienza" em Roma, o cardeal Ratzinger, o futuro Papa Bento XVI, citou algumas opiniões atuais sobre o caso Galileu como formando o que ele chamou de "um caso sintomático que ilustra a extensão a que as dúvidas da modernidade sobre si mesmo cresceram hoje em ciência e tecnologia". Como evidência, ele apresentou os pontos de vista de alguns filósofos proeminentes, incluindo Ernst Bloch e Carl Friedrich von Weizsäcker, bem como Paul Feyerabend, a quem ele citou dizendo:
A Igreja na época de Galileu manteve-se muito mais perto da razão do que o próprio Galileu, e ela tomou em consideração as consequências éticas e sociais do ensino de Galileu também. Seu veredito contra Galileu foi racional e justo, e a revisão deste veredito só pode ser justificada com base no que é politicamente oportuno.
Ratzinger não disse diretamente se ele concordou ou discordou com as afirmações de Feyerabend, mas disse no mesmo contexto que "seria uma tolice construir uma apologética impulsiva com base em tais pontos de vista".
Em 1992 foi relatado que a Igreja Católica se voltou para vindicar Galileu:

Graças à sua intuição como um físico brilhante e ao confiar em diferentes argumentos, Galileu, que praticamente inventou o método experimental, entendeu por que apenas o Sol poderia funcionar como o centro do mundo, como era então conhecido, isto é, como um sistema planetário. O erro dos teólogos da época, quando mantiveram a centralidade da Terra, era pensar que nossa compreensão da estrutura do mundo físico era, de alguma forma, imposta pelo sentido literal da Sagrada Escritura ....
— Papa João Paulo II, L'Osservatore Romano N. 44 (1264) - 4 de novembro de 1992
Em janeiro de 2008 estudantes e professores protestaram contra a visita planejada do Papa Bento XVI à Universidade de Roma "La Sapienza", afirmando em uma carta que as opiniões expressas do papa sobre Galileu "ofenderam-nos e humilharam-nos como cientistas leais à razão e como professores que dedicaram suas vidas para o avanço e disseminação do conhecimento". Em resposta o papa cancelou sua visita. O texto completo do discurso que teria sido dado foi disponibilizado alguns dias após a aparição cancelada do Papa Bento XVI na universidade. O reitor da La Sapienza, Renato Guarini, e o ex-primeiro-ministro italiano Romano Prodi se opuseram ao protesto e apoiaram o direito do papa de falar. Também foram notáveis as contra-declarações públicas dos professores da La Sapienza Giorgio Israel e Bruno Dalla Piccola.